# Násasjávrre
Násasjávrre, enligt tidigare ortografi Nasas-Jaure, är en sjö i Jokkmokks kommun i Lappland och ingår i Luleälvens huvudavrinningsområde. Sjön har en area på 0,443 kvadratkilometer och ligger 938 meter över havet. Násasjávrre ligger i Sarek Natura 2000-område.
Sjön avvattnas av ett namnlöst biflöde till Låvdajåhkå, vilket är det namn Låddejåhkå har uppströms sjön Låvdajávrásj (tidigare Låutakjauratj).

## Delavrinningsområde
Násasjávrre ingår i det delavrinningsområde (748294-156057) som SMHI kallar för Inloppet i Låutakjauratj. Medelhöjden är 1 126 meter över havet och ytan är 84,48 kvadratkilometer. Det finns inga avrinningsområden uppströms utan avrinningsområdet är högsta punkten. Låddejåhkå som avvattnar avrinningsområdet har biflödesordning 3, vilket innebär att vattnet flödar genom totalt 3 vattendrag (Vuojatädno, Stora Luleälv, Luleälven) innan det når havet efter 417 kilometer. Avrinningsområdet består mestadels av kalfjäll (95 procent). Avrinningsområdet har 0,5 kvadratkilometer vattenytor vilket ger det en sjöprocent på 0,6 procent. Delavrinningsområdet täcks till 4,63 procent av glaciärer, med en yta av 3,9106 kvadratkilometer.